# Kevin Staut
Kevin Staut (Le Chesnay, 15 de noviembre de 1980) es un jinete francés que compite en la modalidad de salto ecuestre.
Participó en dos Juegos Olímpicos de Verano, en los años 2012 y 2016, obteniendo una medalla de oro en Río de Janeiro 2016, en la prueba por equipos (junto con Philippe Rozier, Roger-Yves Bost y Pénélope Leprevost).
Ganó dos medallas de plata en el Campeonato Mundial de Saltos Ecuestres, en los años 2010 y 2014, y dos medallas en el Campeonato Europeo de Saltos Ecuestres, oro en 2009 y plata en 2011.

## Palmarés internacional
| Juegos Olímpicos   | Juegos Olímpicos           | Juegos Olímpicos | Juegos Olímpicos |
| Año                | Lugar                      | Medalla          | Categoría        |
| ------------------ | -------------------------- | ---------------- | ---------------- |
| 2016               | Río de Janeiro (Brasil)    | Medalla de oro   | Por equipos      |
| Campeonato Mundial |                            |                  |                  |
| Año                | Lugar                      | Medalla          | Categoría        |
| 2010               | Lexington (Estados Unidos) | Medalla de plata | Por equipos      |
| 2014               | Caen (Francia)             | Medalla de plata | Por equipos      |
| Campeonato Europeo |                            |                  |                  |
| Año                | Lugar                      | Medalla          | Categoría        |
| 2009               | Windsor (Reino Unido)      | Medalla de oro   | Individual       |
| 2011               | Madrid (España)            | Medalla de plata | Por equipos      |